# Gastão Vidigal
Gastão Vidigal este un oraș în São Paulo (SP), Brazilia.